# Louis Kley
Louis Kley (* 1833 in Sens, Frankreich; † 1911 in Paris, Frankreich) war ein französischer Bildhauer.

## Leben
Louis Kley war Schüler von Justien-Marie Lequien (1796–1881) und hauptsächlich in Paris tätig. Zu seinem Werk gehören vornehmlich skulpturale Darstellungen wie Statuen, Statuetten, Medaillons, Reliefs und Porträtbüsten von Kindern, Tieren, mythologischen Figuren und Allegorien im Jugendstil, die er aus Bronze und Gips fertigte. Kley stellte regelmäßig auf dem Salon de Paris aus.

## Werk (Auswahl)
- Tänzerin mit Kastagnetten[4]
- Auf einem Stuhl sitzendes Mädchen mit Blume beim 'Er liebt mich, er liebt mich nicht'-Spiel[4]
- Sich raufende Buben[4]
- Vénus[4]
- Butcher boy, Kühlerfigur[4]
- Rauchender Knabe[4]
- Liegender musizierender Putto[4]
- Esmerelda mit ihrer Ziege Djali[4]
- Egyptian Woman getting Water, Salon 1861[5]